# Faro Magallanes

El Faro Cabo Magallanes es un faro no habitado de la Armada Argentina que se encuentra en la ubicación 52°40′00″S 68°36′00″O / -52.66667, -68.60000, en el cabo Espíritu Santo, extremo norte del sector argentino de la isla Grande de Tierra del Fuego en la boca oriental del estrecho de Magallanes. Se sitúa a aproximadamente 200 kilómetros al norte de la ciudad de Río Grande y a 800 m del Hito que marca el límite con la República de Chile. Se encuentra en el departamento Río Grande de la provincia de Tierra del Fuego, Antártida e Islas del Atlántico Sur.
El faro fue librado al servicio el 21 de diciembre de 1976. El faro consta de una torre cuya estructura es de hierro de 13,5 metros de altura, con 7 franjas horizontales amarillas y negras alternadas, situada en una barranca de 40 metros de elevación sobre el nivel del mar. Al pie tenía una casilla para los acumuladores de gas acetileno que le otorgaban un alcance de 12,5 millas. En el año 1993 se cambió la alimentación a gas; y desde el año 2001 funciona mediante energía solar fotovoltaica.